# Leo Peukert

Leo Peukert (Foto: Alexander Binder)

Leonhard „Leo“ Peukert (* 26. August 1885 in München; † 6. Januar 1944 in Tiengen) war ein deutscher Theater- und Filmschauspieler sowie Filmregisseur.

## Leben
Peukert trat ab 1904 als Schauspieler an den Vereinigten Theatern in München auf, wo er bis 1908 blieb. 1909 kam er an das Berliner Lustspielhaus und wurde dort für den Film entdeckt. Bereits ab 1911 war Peukert in Stummfilm-Rollen zu sehen. Er begann in Filmen von Urban Gad und Heinrich Bolten-Baeckers, unter deren Produktionen er während des Ersten Weltkriegs in Komödien einer nach ihm benannten Leo-Reihe auftrat und bekannt wurde. In mehr als zehn Stummfilmen führte er Regie.
Insgesamt wirkte Peukert in fast 300 Stumm- und Tonfilmen mit, in Hotel Sacher auch mit einer kleinen Gesangseinlage. In seinen letzten Schaffensjahren waren es vor allem Nebenrollen im bäuerlich-ländlichen Milieu, die ihn populär machten. Er war seit 1914 mit der Schauspielerin Sabine Impekoven verheiratet.
Zudem wirkte Peukert als Beisitzer der Filmoberprüfstelle.
Leo Peukert ruht auf dem Waldfriedhof München neben seiner Ehefrau.

## Filmografie
- 1911: Heißes Blut
- 1911: Leo Saperloter
- 1912: Die arme Jenny
- 1913: Dissonanzen des Lebens
- 1913: Die Kunstschützin
- 1913: Mein Leopold
- 1913: Die zweite Mutter
- 1914: Die letzte Freude
- 1914: General von Berning
- 1914: Kriegsgetraut
- 1914: Michels eiserne Faust
- 1915: Kulissenzauber
- 1915: Nocturno
- 1916: Der Lausbub
- 1916: Die sieben Frechdachse
- 1917: Postkarten-Modell
- 1917: Stropp
- 1917: Tenor Schmetterzeh
- 1918: Wer niemals einen Rausch gehabt
- 1924: Mein Leopold
- 1925: Im Strudel des Verkehrs[2]
- 1927: Der fidele Bauer
- 1927: Funkzauber
- 1927: Zwei unterm Himmelszelt
- 1927: Almenrausch und Edelweiß
- 1928: Ein besserer Herr
- 1928: Flucht aus der Hölle
- 1928: Mikosch rückt ein
- 1928: Der Herr vom Finanzamt
- 1929: Der Mitternachtswalzer
- 1929: Die lustigen Vagabunden
- 1929: Skandal in Baden-Baden
- 1929: Gestörtes Ständchen (Kurzspielfilm)
- 1929: Der Sträfling aus Stambul
- 1929: Fräulein Fähnrich
- 1929: Hütet Euch vor leichten Frauen
- 1929: Madame Lu, die Frau für diskrete Beratung
- 1930: Alimente
- 1930: Die Csikosbaroneß
- 1930: Drei Tage Mittelarrest
- 1930: Der Sohn der weißen Berge
- 1930: Wenn Du noch eine Heimat hast
- 1930: Kohlhiesels Töchter
- 1931: Grock
- 1931: Moritz macht sein Glück
- 1931: Meine Cousine aus Warschau
- 1931: Die Mutter der Kompagnie
- 1931: Stürmisch die Nacht
- 1932: Die erste Instruktionsstunde
- 1932: Hasenklein kann nichts dafür
- 1932: Husarenliebe
- 1932: Mein Freund, der Millionär
- 1932: Spione im Savoy-Hotel
- 1932: Das Testament des Cornelius Gulden
- 1932: Drei von der Kavallerie
- 1932: Der Orlow
- 1933: Das 13. Weltwunder
- 1933: Die schönen Tage von Aranjuez
- 1934: Eine Frau, die weiß, was sie will
- 1934: Freut Euch des Lebens
- 1934: Meine Frau, die Schützenkönigin
- 1934: Zigeunerblut
- 1934: Zu Straßburg auf der Schanz
- 1934: So endete eine Liebe
- 1934: Die vier Musketiere
- 1935: Kampf um Kraft
- 1935: Alles weg’n dem Hund
- 1935: Hundert Tage
- 1936: Das Hermännchen
- 1936: Krach und Glück um Künnemann
- 1936: Die Lokomotivenbraut
- 1936: Horch, horch, die Lerch im Ätherblau
- 1936: Befehl ist Befehl
- 1937: Der Lachdoktor
- 1937: Die Landstreicher
- 1937: Die Umwege des schönen Karl
- 1937: Brillanten
- 1937: Gordian, der Tyrann
- 1937: Wie der Hase läuft
- 1937: Die Erbschleicher
- 1937: Heinz hustet
- 1937: Heiratsinstitut Ida & Co
- 1937: Die Kreutzersonate
- 1937: Mein Sohn, der Herr Minister
- 1938: Aber mein lieber Herr Neumann
- 1938: Der Fall Deruga
- 1938: Verwehte Spuren
- 1938: Zwischen den Eltern
- 1938: Die fromme Lüge
- 1938: Ihr Leibhusar
- 1939: Castelli in aria
- 1939: Das Ekel
- 1939: Hochzeitsreise zu dritt
- 1939: Hotel Sacher
- 1939: Meine Tante – deine Tante
- 1939: Rheinische Brautfahrt
- 1939: Sensationsprozeß Casilla
- 1939: Spaßvögel
- 1939: Zentrale Rio
- 1939: Ein hoffnungsloser Fall
- 1939: Kitty und die Weltkonferenz
- 1939: Hochzeit mit Hindernissen
- 1939/41: Frauen sind doch bessere Diplomaten
- 1940: Herzensfreud – Herzensleid
- 1940: Kora Terry
- 1940: Links der Isar – rechts der Spree
- 1940: Der Postmeister
- 1940: Zwischen Hamburg und Haiti
- 1940: Falschmünzer
- 1940: Die keusche Geliebte
- 1941: Frau Luna
- 1941: Kopf hoch, Johannes!
- 1941: Der Meineidbauer
- 1941: Männerwirtschaft
- 1941: Quax, der Bruchpilot
- 1941: Der Weg ins Freie
- 1941: Sonntagskinder
- 1941: Dreimal Hochzeit
- 1942: Diesel
- 1942: Die Nacht in Venedig
- 1942: Dr. Crippen an Bord
- 1942: Die Sache mit Styx
- 1942: Der Seniorchef
- 1942: Die Erbin vom Rosenhof
- 1943: Damals
- 1943: Du gehörst zu mir
- 1943: Das Ferienkind
- 1943: Geliebter Schatz
- 1943: Kohlhiesels Töchter
- 1943: Ein Mann für meine Frau
- 1943: Maske in Blau
- 1943: Romanze in Moll
- 1943: Tonelli
- 1943: Die Wirtin zum Weißen Rößl
- 1943: Der zweite Schuß
- 1943: Gefährtin meines Sommers
- 1943: Leichtes Blut
- 1944: Ein schöner Tag